# Historia Bułgarii w średniowieczu
Bułgaria należy do najstarszych państw słowiańskich. Jej mieszkańcy mówią językiem z grupy języków południowosłowiańskich, bardzo wcześnie przyjęli chrzest i posługują się cyrylicą – pismem używanym przez wschodnich i południowych Słowian. W rzeczywistości jednak pierwsze państwo bułgarskie zostało stworzone przez Protobułgarów (istnieją różne hipotezy na temat ich pochodzenia), którzy – na przestrzeni wieków, szczególnie po przyjęciu chrześcijaństwa – ulegał procesowi slawizacji. Protobułgarzy dotarli do Europy zapewne w II wieku naszej ery. Początkowo zasiedlili rozległe stepy pomiędzy morzami Czarnym i Kaspijskim, a w połowie IV wieku kraje kaukaskie. Od końca V wieku zaczęli podejmować zbrojne wyprawy przeciwko Bizancjum.

## Wielka Bułgaria
Protobułgarzy należeli do ludów koczowniczych. Ich głównym zajęciem był wypas bydła i hodowla koni. Pod tym względem nie różnili się zbytnio od Hunów i innych ludów tej grupy etnicznej. Byli również biegli w kowalstwie oraz myślistwie. Około 590–600 roku przekroczyli Dunaj i osiedlili się w dawnej rzymskiej prowincji Mezji. Tu zetknęli się ze Słowianami, z którymi jakoś udało im się dojść do porozumienia, ponieważ oba ludy prowadziły podobny tryb życia. Aby działać skuteczniej, siedem protobułgarskich plemion utworzyło silny związek militarny i podporządkowało się jednemu z wodzów – Kubratowi. Dzięki temu przymierzu mogły one kontrolować stepy nadczarnomorskie i tereny po obu stronach dolnego Dunaju. Był to znaczny obszar; zapewne z tego względu ówcześni historycy nadali związkowi plemion protobułgarskich nazwę Wielkiej Bułgarii.
Państwo Kubrata okazało się nietrwałe. Po śmierci swego twórcy rozpadło się, zgodnie z wcześniejszymi podziałami plemiennymi. Poszczególne grupy etniczne stały się łatwym łupem zarówno Słowian, jak i Chazarów, którzy od połowy IV wieku zamieszkiwali obszary nad dolną Wołgą i wschodnią częścią stepu Kubańskiego. W VII wieku Chazarowie stali się prawdziwą potęgą i w krótkim czasie rozszerzyli kontrolowany przez siebie obszar aż po Dniepr. Rozbici Protobułgarzy nie byli w stanie skutecznie oprzeć się najeźdźcy. Część z nich przyjęła zwierzchnictwo Chazarów, część utworzyła później Bułgarię Wołżańsko-Kamską a jeszcze inni, pod wodza chana Asparucha, około 680 roku zajęli północno-wschodni obszar dzisiejszej Bułgarii.

## Pod rządami dynastiiDulo(681–740)
Wieść o przybyciu na teren cesarstwa licznej grupy Protobułgarów prędko dotarła do Konstantyna IV. Obawiając się niepewnych sąsiadów, cesarz postanowił uderzyć pierwszy. W 680 roku osobiście stanął na czele wielkiej floty i zaatakował tereny położone na północ od delty Dunaju. Do walki z armią Asparucha ściągnął nawet jazdę z Anatolii, zaprawioną w bojach z Persami.
W trakcie kampanii Konstantyn IV rozchorował się jednak i porzucił swoje oddziały, co przesądziło o klęsce. Jego wysłannicy naprędce podpisali traktat pokojowy, który w rękach Protobułgarów pozostawił całą Mezję, a ponadto przyznawał im wysoką daninę od cesarza. Dzięki zwycięstwu w 681 r. powstało pierwsze państwo bułgarskie. Wtedy również została wzniesiona stolica nowego państwa – Pliska. Po śmierci Asparucha w roku 702 chanem został jego syn (lub wnuk?) Terwel (Terbel), który okazał się zręcznym politykiem i bardzo zaborczym władcą. Już na początku swojego panowania zajął kawałek wschodniej Tracji, czym złamał traktat podpisany przez Asparucha. W 705 roku przyjął u siebie wygnanego cesarza bizantyjskiego Justyniana II. Ten przekonał go, aby dopomógł mu w odzyskaniu władzy. Zamiar powiódł się i Justynian II triumfalnie powrócił na tron. Jego przeciwnik, cesarz Tyberiusz III, zginął. Terwel w nagrodę otrzymał tytuł „cezara” i cesarskie przyrzeczenie, że daniny ze strony cesarstwa będą nadal napełniać jego skarbiec. Oprócz tego pozwolono mu, aby włączył do swojego terytorium Zagorię – niewielki skrawek północno-wschodniej Tracji. W rzeczywistości Justynian II nie zamierzał jednak długo tolerować Terwela. W 708 roku wyprawił się przeciw niemu na czele wielkiej armii. Poniósł jednak klęskę i utracił Warnę.
Pechowy cesarz jeszcze tylko trzy lata cieszył się władzą. Padł ofiarą spisku i został zamordowany. Kolejni dwaj cesarze Filipikos Bardanes i Anastazjusz II woleli nie drażnić Terwela i płacili mu daniny. Podobnie uczynił następca Anastazjusza Teodozjusz III, który w roku 716 zawarł kolejne porozumienie z Terwelem. Nowa granica pomiędzy Bułgarią a Bizancjum miała przebiegać wzdłuż linii dawnych umocnień bułgarskich zwanych „wielkim murem”. Ponadto cesarz zobowiązał się do składania władcy Bułgarów bogatych darów (o wartości 30 funtów złota) i do wymiany jeńców bułgarskich na bizantyjskich. Zezwolono też kupcom jednej i drugiej strony na swobodny handel na obszarze Bułgarii i Bizancjum. Jedynym wymogiem były przepustki opatrzone stosownymi pieczęciami, czyli pierwowzory paszportów.
Po śmierci Teodozjusza na tron bizantyjski wstąpił Leon III. Wzorem poprzedników ratyfikował on porozumienie z Bułgarami. W 717 roku poprosił ich nawet o pomoc, bowiem pod Konstantynopol nadciągnęli Arabowie. Terwel istotnie przybył z posiłkami i zadał Arabom ciężkie straty, co walnie przyczyniło się do przetrwania przez Bizantyjczyków oblężenia, ale w 718 roku zmarł, a o tron zaczęli walczyć liczni następcy.

## Upadek
Nieznane jest imię sukcesora Terwela. Dopiero w 725 roku chanem został Sewar – władca niezbyt aktywny na arenie międzynarodowej. Panował do 740 r. Nie wiadomo czy pozostawił prawowitych następców. wiadomo jedynie, że po nim chanem został Kormisosz, następnie Winech – obaj z rodu Wokiłów (740–762).

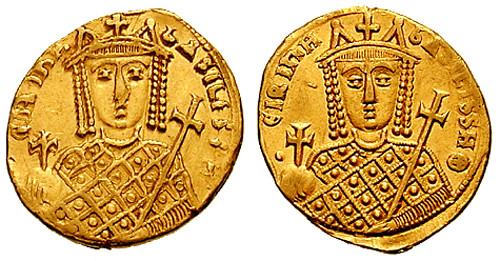
Monety z podobizną Ireny Cesarzowej Bizantyjskiej

Nic nie wskazuje na to, by prowadzili politykę podbojów. Wprost przeciwnie – starali się utrzymać stan posiadania, a i to przychodziło im z trudem. Cesarz Konstantyn V postanowił położyć kres bułgarskiemu państwu. W 755 roku rozbił wojska Kormisosza pod Konstantynopolem. Następnie osiedlił w Tracji Ormian i Syryjczyków, którzy mieli stanowić naturalną barierę etniczną dla Bułgarów.
Bojarzy nie zamierzali dłużej znosić nieudolnego władcy. W roku 761 podnieśli bunt. W następnym roku zabili Winecha wraz z całą rodziną. Do władzy doszły rody bojarskie (762–803), które przywróciły dawną demokrację plemienną. Pierwszym chanem został w 762 roku Telec. W czerwcu 763 roku stoczył pod Anchialos bitwę z wojskami Konstantyna V, ale poniósł klęskę. Nie spełnił więc pokładanych nadziei i podzielił los poprzednika.
Sytuacja uległa zmianie po śmierci Konstantyna V. W 780 roku na tron wstąpił młodziutki Konstantyn VI, ale pierwsze skrzypce w życiu politycznym cesarstwa odgrywała cesarzowa Irena. W 792 roku Konstantyn VI zaatakował Bułgarów w pobliżu twierdzy Markellai, jednak poniósł sromotną klęskę. Bizancjum po raz kolejny zostało zmuszone do płacenia trybutu. Pięć lat po tym dramatycznym wydarzeniu Irena kazała oślepić i uwięzić własnego syna i sama stanęła na czele państwa, ale nadal musiała opłacać się Bułgarom. Zmarła w roku 802, a w rok później chan Kardam. W obu państwach doszło do ważnych zmian personalnych. W Bizancjum władze przejął sprytny Logogeta (minister skarbu) Nicefor I, a chanem Bułgarów został Krum, zapoczątkowując rządy władców z dynastii Kruma (803–971).

## Okres świetności

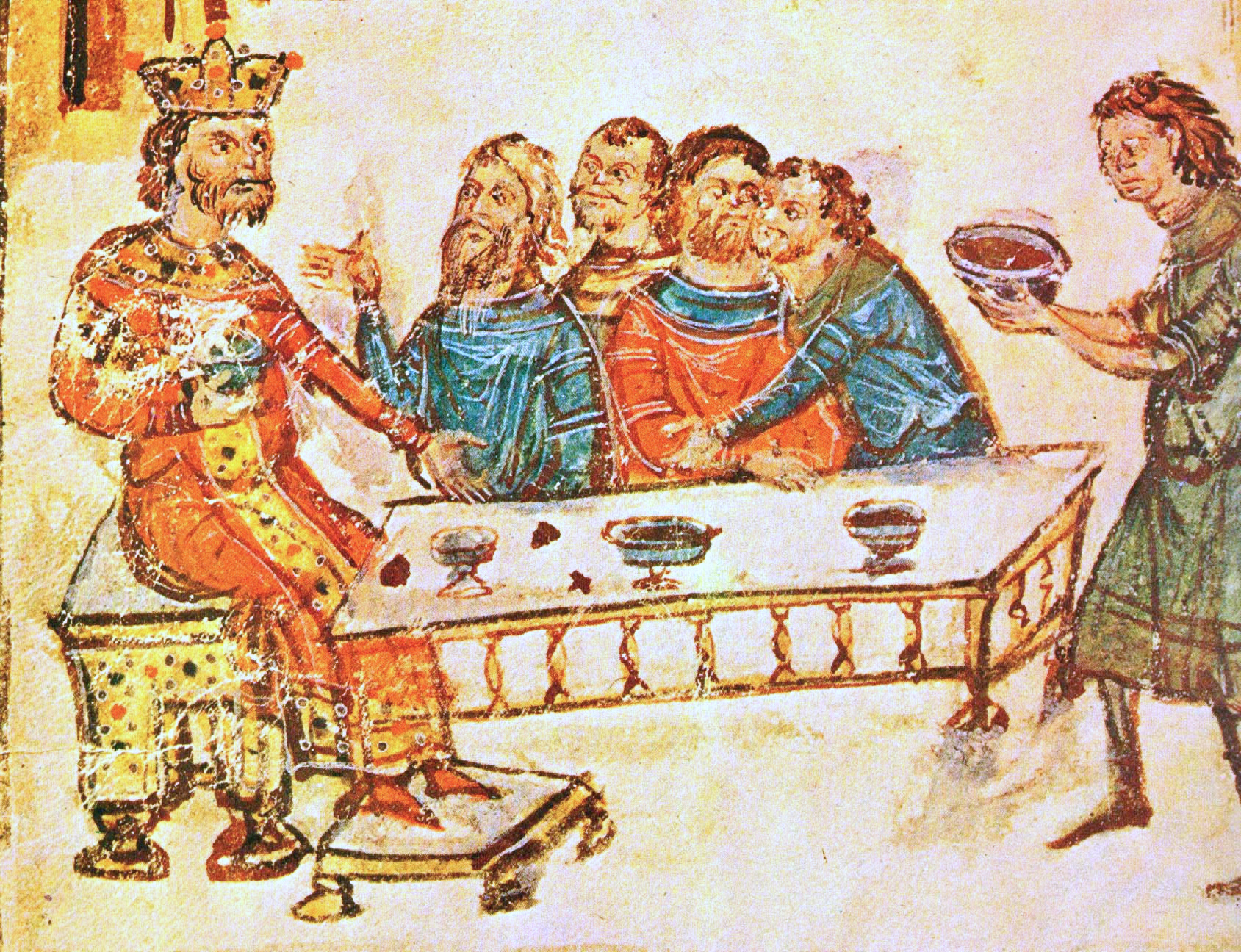
Uczta z udziałem chana Kruma z okazji zwycięstwa nad cesarzem Niceforem

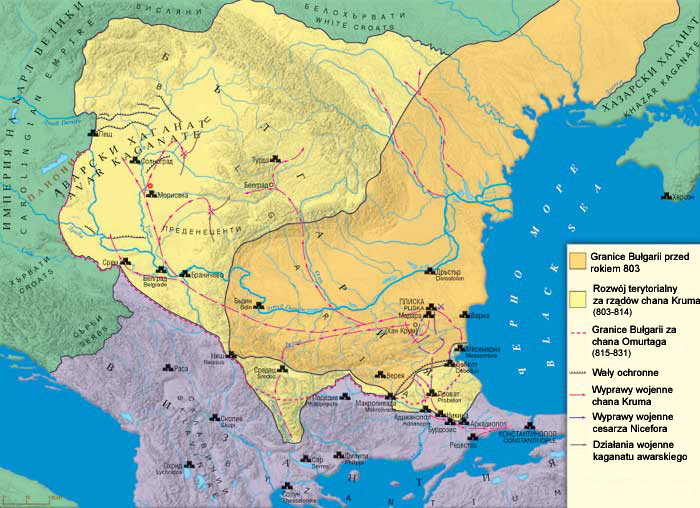
Granice Bułgarii za rządów chana Kruma

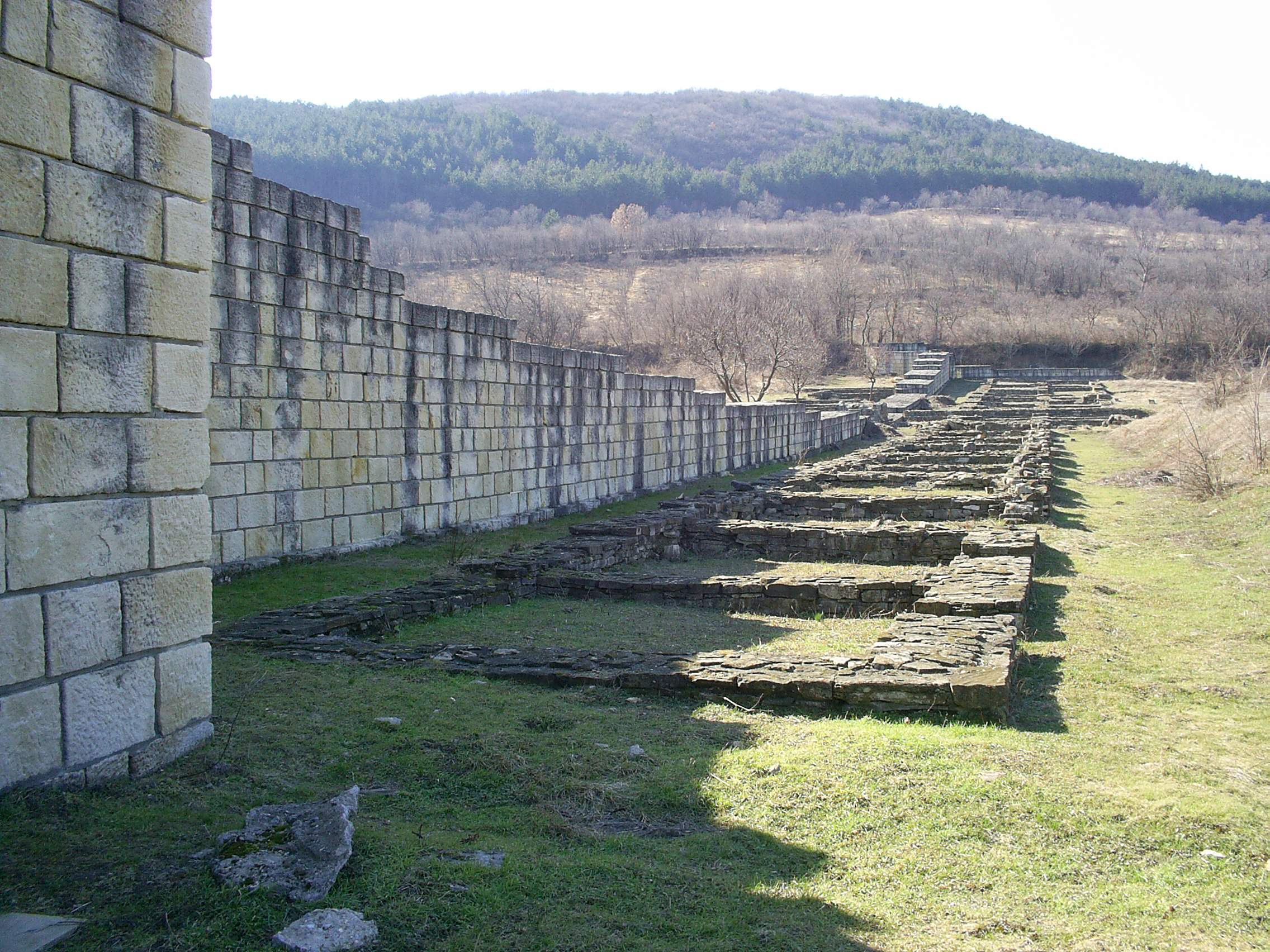
Ruiny dawnej stolicy Bułgarii w Presławiu

Nowy chan starał się utrzymywać poprawne stosunki z Bizancjum. Być może jego bierna postawa wynikała z faktu pochodzenia z mniej znacznego rodu niż poprzednicy. Wszystkie wysiłki skierował na utrzymanie kopalni soli w Siedmiogrodzie i na Nizinie Panońskiej, które to obszary w 808 roku wcielił do swego państwa. Jednocześnie umocnił swoje panowanie nad zachodnią częścią stepów czarnomorskich. W ten sposób stał się władcą obszaru rozciągającego się od Tracji do północnych Karpat i od Sawy do dolnego Dniestru. Jego państwo graniczące z Bizancjum i monarchią Karola Wielkiego było trzecią europejska potęgą.
W roku 811 Krum zaatakował nagle bizantyjską twierdzę Serdikę. Podstępem wdarł się do wnętrza, dokonując rzezi sześciu tysięcy obrońców. W odpowiedzi na ten jawnie wrogi krok Nicefor I wyprawił się na Pliskę, gdzie dokonał prawdziwej masakry, i przystąpił do systematycznej grabieży bułgarskich wiosek. W lipcu rozpoczął pościg za bułgarskimi oddziałami w trudno dostępnych partiach Bałkanów, jednak podczas przemarszu przez wąski wąwóz wpadł w zasadzkę i poniósł śmierć wraz z większością swych ludzi. W czasie bitwy został poważnie ranny również syn Niecefora I – Staurakios, który panował bardzo krótko i w tym samym roku 811 zmarł wskutek odniesionych ran.
Nowy cesarz Michał I Rangabe odmówił ponownego zatwierdzenia traktatu z 716 roku. W tej sytuacji Krum w 812 roku zajął twierdzę Mesembrię, wraz zapasami złota, składem ognia greckiego i 36 miotaczami. W następnym roku cesarz usiłował odrobić straty, ale poniósł klęskę pod Wersenicą. To przyspieszyło jego upadek. W Konstantynopolu doszło do detronizacji nieudolnego władcy. Nowym cesarzem został w 813 roku Leon V.
Tymczasem pod mury Konstantynopola nadciągnęły oddziały Bułgarów i Słowian. Miasto ocalało dzięki potężnym fortyfikacjom. Rozwścieczony chan kazał podpalić nie osłonięte murami przedmieścia i okoliczne wioski.
W kwietniu 814 roku Krum rozpoczął przygotowania do ostatecznej rozprawy z Bizancjum. 14 kwietnia zmarł jednak nagle na wylew krwi do mózgu i to zapewne ocaliło cesarstwo.
Po śmierci Kruma walki z Bizancjum na dotychczasową skalę ustały. Jego następcy zajęli wprawdzie znaczne połacie Macedonii, ale nie atakowali Konstantynopola. W kraju problemem stały się waśnie religijne. Bułgarscy szamani i kapłani słowiańskiego boga Peruna, wydali bezpardonową walkę chrześcijanom, coraz liczniej osiedlającym się w Bułgarii.
Jednak chanowie zaczęli dostrzegać znaczenie nowej religii dla umocnienia jedności kraju i władzy monarszej. W roku 852 chanem został Borys. Początkowo usiłował zająć wschodnie dzielnice państwa Franków, podporządkować sobie Chorwatów, a nawet kilkakrotnie uderzył na terytorium Serbii. Po serii niepowodzeń zaprzestał militarnych akcji i skupił się nad sprawami wewnętrznymi. Obserwując wydarzenia na scenie europejskiej, zrozumiał, że musi przyjąć chrześcijaństwo. Chrzest odbył się w Konstantynopolu w 866 roku, gdzie otrzymał nowe imię Michał i odtąd znany jest jako Borys I Michał. Jednocześnie porzucił tytuł chana i zaczął używać tytułu kniaź. Stał się tak gorliwym wyznawcą nowej wiary, że w 889 roku, po 37 latach panowania, dobrowolnie abdykował i schronił się w klasztorze (prawdopodobnie w monasterze św. Pantalejmona w Presławiu).
Jego syn Włodzimierz okazał się władcą nader krótkowzrocznym. Niemal natychmiast po objęciu tronu porzucił chrześcijaństwo i przywrócił dawny kult. Czteroletnie panowanie Włodzimierza było ciągiem rozpustnym uczt i orgii; sprawy państwa pozostawił własnemu biegowi. W 893 roku Borys I Michał, nie mogąc dłużej słuchać wieści o wyczynach syna, opuścił klasztor i wiernym zwolennikom nakazał pojmanie Włodzimierza. Następnie rozkazał go oślepić i uwięzić, po czym zwołał zgromadzenie szlachty, aby podjąć decyzję co do dalszych losów państwa. Wspólnie postanowiono, że nowym władcą zostanie młodszy syn Borysa – Symeon.
Symeon pragnął stworzyć wielkie imperium, którego stolicą zostałby Konstantynopol. Ponieważ jednak do realizacji tak ambitnych planów było bardzo daleko, zaczął rozbudowywać Presław, który uczynił nową stolicą. W tym okresie jego stosunki z Bizancjum uległy pogorszeniu. Przyczyną stało się nałożenie przez władze bizantyjskie ceł na bułgarskie towary oraz przekazanie greckim kupcom monopolu na handel z Bułgarami. Symeon zażądał od cesarza Leona VI Filozofa odszkodowania za poniesione straty. Cesarz ani myślał płacić.
Wojna trwała trzy lata i zakończyła się pokojem korzystnym dla Bułgarów. Symeon miał utrzymać coroczny trybut z tytułu ewentualnych strat w handlu. To mu jednak nie wystarczyło i w trakcie kolejnych kampanii podbił Trację, Macedonię Egejska, część Albanii i Serbii. W roku 917 uroczyście ogłosił się cesarzem (carem) Bułgarów i Romejów (Rzymian). Jednocześnie zwołał sobór bułgarskich biskupów i obwieścił niezależność Cerkwi bułgarskiej od Konstantynopola. Cieszył się wielkim mirem u poddanych i przeszedł do historii jako Symeon I Wielki.

## Okres niewoli
Po śmierci Symeona w 927 roku państwo bułgarskie przeżywało ogromne trudności. W Europie wyrosły nowe potęgi: Czechy – (907), Węgry – (1001) i Święte Cesarstwo Rzymskie – (962) Następca Symeona I Wielkiego, car Piotr I, nie umiał odnaleźć się w nowej rzeczywistości. Jego 42-letnie panowanie było pasmem klęsk. W 967 roku Bułgarię zalały wojska ruskie księcia Świętosława. Dwa lata później Świętosław zajął Presław i uderzył na miasta Tracji. Cesarz Nicefor II Fokas poczuł się zagrożony postępami wojsk ruskich. Postanowił wyruszyć do Bułgarii, ale jego plany zniweczył zamach dokonany przez własną żonę i jej kochanka, Jana I Tzimiskesa, który objął tron cesarski.
W tym samym roku zmarł car Piotr I i nowym władcą został Borys II. Obaj cesarze porozumieli się co do wspólnej akcji przeciwko Rusinom. W 971 roku wojska cesarza Jana I Tzimiskesa pokonały armię Świętosława i zmusiły ją do wycofania się do linii Dunaju. Cesarz bizantyński uznał, że nadarzyła się świetna okazja, by uporządkować sprawy bułgarskie. Zatrzymał w swoim ręku wschodnią Bułgarię i uprowadził Borysa II wraz z rodziną do Konstantynopola. Sam jednak nie zamierzał przejąć bułgarskiej korony. W 976 w zachodniej części państwa bułgarskiego wybuchło antybizantyjskie powstanie, kierowane przez braci Komitopulów, Aarona, Mojżesza, Dawida i Samuela. Po kilku latach pełnię władzy objął Samuel, nie sięgnął jednak sam po koronę carską, uznając panowanie władców z dynastii Symeona, Borysa II a potem Romana. Dopiero po śmierci Romana w 997, Samuel zaczął zabiegać o koronę dla siebie. Uzyskał ją, wobec wrogości Bizancjum, najprawdopodobniej z Rzymu.
W 976 roku na tronie bizantyjskim zasiadł Bazyli II z dynastii macedońskiej. Samuel panował długo, a jego rządy charakteryzowała nieustanna walka z Bizancjum o panowanie na Półwyspie Bałkańskim. Samuel przeniósł centrum państwa na ziemie macedońskie, odnowił patriarchat bułgarski w Ochrydzie, zajął Epir i wiele lat z sukcesami prowadził wojny z Bizancjum. W 1014 roku poniósł straszliwą klęskę w górach Bełasica. Do bizantyjskiej niewoli dostało się 14 tysięcy jego wojowników. Bazyli II nakazał ich oślepić, zostawiając co setnemu jedno oko, aby mógł doprowadzić pokonanych do ich władcy. Zyskał wówczas przydomek Bułgarobójcy. Dwaj następcy Samuela zdołali panować w sumie cztery lata. Ostatni z nich, Iwan Władysław, jeszcze raz wystąpił przeciwko potędze Bizancjum. Poniósł jednak w 1018 roku klęskę pod Dyrrachion. Jego kraj został wcielony do Bizancjum.

## Odrodzenie Cesarstwa

Zasięg terytorialny Bułgarii w XIV w

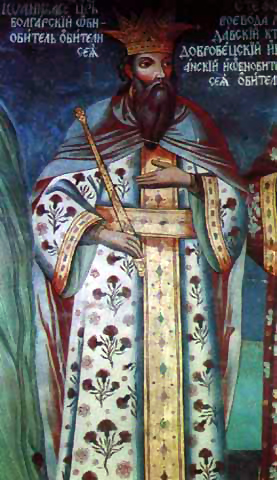
Iwan Asen II car Bułgarii, panował w latach (1218–1242)

W wieku XII sytuacja uległa zmianie. Bizancjum przeżywało kryzys. W kraju zaczęły szerzyć się herezje, z których najgroźniejsze okazały się poglądy bogomiłów i paulicjan. W dodatku Normanowie w ciągu kilkudziesięciu lat zagarnęli posiadłości bizantyjskie w Italii. W 1096 roku przez tereny Bułgarii przeszła I krucjata, a w następnym stuleciu kolejne. Wyprawy krzyżowe nadwątliły także skarbiec bizantyjski. W 1185 roku Normanowie zaatakowali wybrzeże iliryjskie i zajęli Dyrrachion. Kolejną ich zdobyczą stała się Tessalonika. Cesarz Andronik I Komnen zaczął tracić kontrolę nad sytuacją. 12 września 1185 roku rozszalały tłum wpadł do jego pałacu i rozerwał go dosłownie na strzępy. Na tron wstąpił Izaak II z rodu Angelosów. Zaraz po objęciu władzy zamierzał poślubić dziesięcioletnią księżniczkę węgierską i z tego tytułu ogłosił nowe podatki. Na wieść o tym do Konstantynopola przybyli bracia Asen i Piotr – przedstawiciele arystokracji wołoskiej lub kipczackiej, mieszkającej na Bałkanach. Usiłowali nakłonić cesarza, aby porzucił swój zamiar. Sami byli właścicielami znacznych włości w okolicach Tyrnowa i gdy rokowania nie przyniosły rezultatu, zażądali od cesarza gwarancji przynajmniej dla siebie. Cesarz wyśmiał ich, a jego dworzanin spoliczkował Asena. Znieważeni bracia wrócili do Tyrnowa i w jednym z kościołów ogłosili powstanie przeciwko cesarzowi. Izaak II wyruszył do Bułgarii, ale tutaj napotkał opór połączonych sił wołoskich i bułgarskich, sprzymierzonych ponadto z Kipczakami.
Po nieudanej próbie zdobycia twierdzy powstańczej Łowecza, cesarz zrezygnował z dalszej walki i w 1187 roku uznał niepodległość Bułgarii. Stolica nowego państwa zostało Wielkie Tyrnowo. W 1204 roku Bizancjum zajęli krzyżowcy. Zwycięzcy podzielili jego obszar między siebie. Najsilniejszymi państwami na gruzach Bizancjum stały się: Cesarstwo Nicejskie (1204–1261), Despotat Epiru (1204–1337), Cesarstwo Łacińskie (1204–1261), Cesarstwo Trapezuntu (1204–1461) i Księstwo Achai (1204–1432).
Car Iwan Asen II nie musiał obawiać się osłabionych Bizantyjczyków, ale dość szybko przyszło mu się zmierzyć z despotą Epiru Teodorem Angelosem Komnenem, którego pokonał nieopodal wsi Kłokotnica. Następnie przystąpił do porządkowania państwa. Ujednolicił monetę, rozbudował drogi, nie żałował pieniędzy na świątynie. Zniósł wiele ograniczeń celnych, dzięki czemu Bułgaria wkroczyła w okres rozkwitu gospodarczego. Kiedy umierał w 1241 roku, kraj był jeszcze potęgą, choć już zbierały się nad nim czarne chmury.
Najpierw nicejski cesarz Jan III Dukas Watatzes zajął w 1241 roku południowe rubieże Bułgarii. Później w jej granicach pojawili się Mongołowie, a w roku 1261 Węgrzy. Jednocześnie na zachodzie wyrosła groźna potęga – Serbia – a od południa coraz częściej dawali o sobie znać Turcy seldżuccy. W samej Bułgarii również nie działa się zbyt dobrze. Walki dynastyczne stały się przyczyną rozpadu połowie XIV w. Bułgarii na państewka feudalne. Około 1363 roku powstały dwa państwa bułgarskie, rządzące przez carów z tej samej dynastii Szyszmanowiczów (1323–1396): carstwo tyrnowskie i carstwo widyńskie, oba równie słabe i równie nieudolnie kierowane, natomiast nieco wcześniej, w pierwszej połowie wieku niezależność uzyskał despotat Dobrudży. Kiedy Turcy wkroczyli do Europy, los państw bułgarskich był właściwie przesądzony. W dwóch kampaniach, w latach 1393 i 1396, sułtan Bajazyt I podbił carstwo tyrnowskie.
Bułgarzy w latach niewoli nie zatracili swojej tożsamości narodowej. Po prawie 500 latach Bułgaria odzyskała niepodległość, najpierw jako księstwo w ramach Imperium Osmańskiego, a następnie jako suwerenne carstwo (1908). Aż do 1946 roku na bułgarskim tronie zasiadał władca, który nosił tytuł cara.

## Kalendarium
- 680 – tereny dzisiejszej północno-wschodniej Bułgarii zajmują Protobułgarzy.
- 681 – chan Asparuch zakłada pierwsze państwo bułgarskie.
- 717 – Terwel, następca Asparucha, dokonuje napaści na wojska arabskie.
- 811 – chan Krum zadaje klęskę wojskom Cesarstwa Bizantyjskiego. Cesarz zostaje zamordowany z rozkazu Kruma.
- 866 – chan Borys przyjmuje chrzest, ceremonia miała miejsce w Konstantynopolu. Borys otrzymuje nowe imię – Michał.
- 889 – Borys I Michał abdykuje i osiada w jednym z klasztorów; na tron wstępuje jego syn Włodzimierz.
- 893 – Borys I Michał na krótko obejmuje ponownie władzę, pokonuje zwolenników dawnej religii i po raz drugi usuwa się w cień.
- 893 – Carem Bułgarii zostaje Symeon, pierwszy cesarz Bułgarii i twórca jej potęgi.
- 971 – po śmierci Borysa II w państwie bułgarskim następuje chaos, Jan I Tzimiskes zajmuje północno-wschodnią Bułgarię.
- 976 – antybizantyjskie powstanie Komitopulów
- 1018 – Bułgaria zostaje podbita przez cesarza bizantyjskiego Bazylego II, nazywanego Bułgarobójcą.
- 1185 – wołoscy arystokraci, bracia Asen i Piotr, wzniecają powstanie przeciwko bizantyjczykom.
- 1187 – Asen doprowadza do wyzwolenia Bułgarii spod bizantyjskiego panowania; powstaje drugie państwo bułgarskie.
- 1242 – nicejski cesarz Jan III Dukas Watatzes podbija południową Bułgarię.
- 1261 – Węgrzy zajmują region Widynia.
- 1363 – państwo bułgarskie rozpada się na dwa niezależne organizmy: carstwo tyrnowskie i carstwo widyńskie.
- 1393 – oblężenie i zdobycie Tyrnowa przez wojska osmańskie.
- 1396 – podbicie ostatnich ziem carstwa tyrnowskiego.
- 1396 – zdobycie Widynia. Carstwo Bułgarii przestaje istnieć.
- 1878 – po prawie 500 latach tureckiej niewoli Bułgaria uzyskuje autonomię (kongres berliński).
- 1908 – Bułgaria uzyskuje pełną niepodległość; carem zostaje Ferdynand I Koburg.